# Pasni
Pasni (Urdu: پسنی ) é uma cidade e um porto pesqueiro do Paquistão localizado no distrito de Gwadar, província de Baluchistão. 
Pasni está situada no Mar da Arábia a cerca de 300 km de Karachi.

## Demografia
- Homens: 14.922
- Mulheres: 13.052

(Censo 1998)